# Будівельна галузь Івано-Франківська
Івано-Франківська будівельна галузь економіки.

## Стан галузі
Житлове господарство — важлива сфера економіки, забезпечення населення окремим благоустроєним житлом, було і залишається гострою і актуальною соціально-економічною проблемою та одним з чинників людського розвитку.
Середня забезпеченість населення житлом (загальна площа житла на 1 особу) в області приблизно 22 м²
| | 1988  | 1990  | 1995  | 1996  | 1997  | 1998  | 1999  | 2000   | 2001  | 2002    | 2003  | 2004    | 2005   | 2006   | 2007   | 2008    | 2009   |
| --- | ----- | ----- | ----- | ----- | ----- | ----- | ----- | ------ | ----- | ------- | ----- | ------- | ------ | ------ | ------ | ------- | ------ |
| Весь житловий фонд в області (тис. м²)                                                                                   |       | 25070 | 26746 |       |       |       |       | 28813  |       |         |       |         | 30087  | 30500  | 30898  | 31605   | 31971  |
| Житловий фонд в області: У тому числі приватний житловий фонд (тис. м²)                                                  |       | 18458 | 21827 |       |       |       |       | 25877  |       |         |       |         | 28646  | 29229  |        |         |        |
| Житловий фонд в області: Міський житловий фонд (тис. м²) можливо всі міста області                                       |       | 9620  | 10244 |       |       |       |       | 11096  |       |         |       |         | 11683  | 11918  |        |         |        |
| Житловий фонд в області: Міський житловий фонд: У тому числі приватний житловий фонд (тис. м²) можливо всі міста області |       | 3323  | 5518  |       |       |       |       | 8285   |       |         |       |         | 10300  | 10702  |        |         |        |
| Введення всього житла в області (тис. м² загальної площі)                                                                |       | 408,0 | 266,4 | 173,4 | 205,4 | 202,3 | 237,4 | 217,1  | 191,8 | 227,7   | 252,6 | 365,3   | 331,5  | 391,7  | 455,5  | 516,6   | 380,6  |
| Введення житла (у.т.ч.) індивідуальними забудовниками в області (тис. м² загальної площі)                                |       |       | 161,6 | 138,6 | 145,9 | 143,7 | 158,4 | 177,9  | 167,3 | 187,2   | 191,1 | 303,5   | 223,1  | 233,5  | 282,9  | 323,9   | 152,1  |
| Введення житла всього по міській раді Івано-Франківська (тис. м² загальної площі)                                        | 143,8 |       |       |       |       |       |       | 35,2   | 30,7  | 51,2    | 82,2  | 85,9    | 124,3  | 153,3  | 174,1  | 152,0   | 194,0  |
| Введення житла індивідуального будівництва по міській раді Івано-Франківська (тис. м² загальної площі)                   |       |       |       |       |       |       |       |        |       | 19,5    | 29,6  | 36,5    | 36,0   | 40,5   | 36,0   | 26,9    | 14,9   |
| Введення житла багатоквартирне будівництва по міській раді Івано-Франківська (тис. м² загальної площі)                   |       |       |       |       |       |       |       |        |       | 31,7    | 52,6  | 49,4    | 88,4   | 112,8  | 138,1  | 125,1   | 179,1  |
| Введення в експлуатацію житлових будинків в області Кількість будівель, одиниць                                          |       |       |       |       |       |       | 1611  | 1393   | 1366  | 1366    | 1468  | 1842    | 1336   | 1339   | 1638   | 1896    | 758    |
| Введення в експлуатацію житлових будинків в області Кількість квартир, одиниць                                           |       |       |       |       |       |       |       | 2220   |       |         | 2009  |         | 2789   | 3498   | 4141   | 4681    | 4173   |
| Введення в експлуатацію житлових будинків по міській раді Івано-Франківськ кількість будівель, одиниць                   |       |       |       |       |       |       |       | 83     | 85    | 115     | 114   | 162     | 165    | 162    | 162    | 142     | 88     |
| Введення в експлуатацію житлових будинків по міській раді Івано-Франківськ кількість квартир, одиниць                    |       |       |       |       |       |       |       | 403    | 252   | 474     | 783   | 729     | 1301   | 1709   | 2058   | 1926    | 2810   |
| Освоєння капіталовкладень в житлове будівництво по міській раді Івано-Франківськ (тис.грн.)                              |       |       |       |       |       |       |       |        |       |         |       |         | 3349,7 | 2875,4 | 3329,5 | 12463,6 | 1514,9 |
| Середня ринкова ціна 1 м² площі нового помешкання, грн.                                                                  |       |       |       |       |       |       |       | 544,35 |       | 1092,73 |       | 1391,95 |        |        |        |         |        |
| Середній розмір нового помешкання м²                                                                                     |       | 57,71 | 64,01 |       |       |       |       | 87,4   |       | 108,1   |       | 117,9   |        |        |        |         |        |

2006
За 2006 рік владою міста виконано робіт на будівництві об’єктів соціального призначення на суму 24,5 млн грн. (106% до 2005), виконання програми становило 80%.
З міського бюджету профінансовано 19546 тис.грн. (80% від усіх надходжень), з державного бюджету — 1735,7 тис.грн. (7%), цільових коштів — 2819,4 тис.грн. (11%), з інших джерел — 393 тис.грн. (2%). Порівняно з 2005 роком в цілому фінансування зросло на 3,5%.
За 2006 рік введено в експлуатацію 153,3 тис.кв.м загальної житлової площі, включаючи індивідуальне житлове будівництво, що становить 123,2% до 2005 року. На той час найбільший показник за історію існування м. Івано-Франківська (найбільша кількість введеного житла була у 1988 році — 143,8 тис. кв.м).
За рахунок бюджетних коштів та коштів підприємств введено в експлуатацію:
-	реконструкцію старої черги очисних споруд потужністю очистки 70000 куб.м стоків на добу;
-	каналізаційний колектор на вул. Чубинського-Зорге довжиною 1200 п.м;
-	перехід водопроводу через р.Бистрицю-Надвірнянську довжиною 400 п.м:
-	реконструкцію вул. Пилипа Орлика загальною довжиною 222 п.м:
-	прибудову паливної до будинку правосуддя на вул.Грюнвальдській теплопродуктивністю 570 кВт:
-	деревообробний цех на вул.Максимовича площею 74 кв.м;
-	підприємство з ремонту і монтажу медтехніки на вул. Б.Хмельницького площею 4136 кв.м;
-	навчальні приміщення автошколи на вул. В’ячеслава Чорновола площею 672 кв.м;
-	оздоровчий центр на вул. Т.Шевченка площею 118 кв.м;
-	найбільший в Західному регіоні мегамаркет «Арсен» загальною площею 13275 кв.м
та ряд інших об’єктів.
2007
За 2007 рік на будівництві об’єктів соціального призначення виконано робіт на суму 65,5 млн грн., що у 2,7 рази більше, ніж за 2006 рік. Програмою капіталовкладень за рахунок всіх джерел фінансування було передбачено освоїти 70,9 млн грн., виконання програми становить 92%. Профінансовано з урахуванням погашення заборгованості за попередні роки 68,0 млн грн., або 95 % до передбаченого.
З міського бюджету профінансовано 78% (від усіх надходжень), з державного бюджету — 17%. Порівняно з 2006 роком в цілому фінансування зросло у 2,8 рази.
На виконання програм молодіжного житлового будівництва та індивідуального житлового будівництва на селі «Власний дім» з міського бюджету виділено відповідно 750 тис.грн. (166% до 2006 року) та 125 тис.грн. (майже у 3 р.б., ніж за 2006 рік), з державного бюджету надійшло відповідно — 1100 тис.грн. та 33,3 тис.грн. Крім того, за програмою молодіжного житлового будівництва на компенсацію відсоткової ставки кредитів комерційних банків з державного бюджету надійшло 5412,3 тис.грн.
Вперше у місті з міського бюджету, зокрема, з фонду соціально-економічного розвитку міста, профінансовано 1795,5 тис.грн. для надання безвідсоткових пільгових кредитів на будівництво житла окремим категоріям молодих сімей.
За 2007 рік введено в експлуатацію 174,1 тис.кв.м загальної житлової площі, включаючи індивідуальне житлове будівництво, що становить 113 % до 2006 року. Це найбільший показник за всю історію існування м.Івано-Франківська (перевершено показник 2006 р.).
За рахунок бюджетних коштів здано в експлуатацію ряд об’єктів соціальної сфери: зовнішні мережі газопостачання в межах вулиць Бельведерської—Пилипа Орлика—Короля Данила; три дитячі спортивно-ігрові майданчики; реконструкція даху над бібліотекою №1 на вул. Вовчинецькій; тролейбусну лінію "Залізничний вокзал — Автовокзал" (І пусковий комплекс), реконструкцію приміщень міської поліклініки №2, реконструкцію приміщень трьох клубів для роботи з дітьми, захисну дамбу довжиною 0,4 км на річці Бистриця Надвірнянська в с. Вовчинець. Крім того, за рахунок інших джерел фінансування введено в експлуатацію бізнес–центр загальною площею 17228 кв.м на вул. Грушевського, 22А.
У порівнянні з 2006 р. значно зросла вартість приватизованих приміщень. Якщо середня вартість 1 м² приватизованих приміщень у 2006 р. становила 655,6 грн., то в 2007 р. — 817,7 грн.
2008
У 2008 році в області введено в експлуатацію 4681 квартиру загальною площею 516,6 тис.м², що на 13,4% більше порівняно з попереднім роком. Серед регіонів за темпами житлового будівництва Івано-Франківщина посіла 6 місце. У містах, де збудовано понад 60% загального обсягу житла (311,7 тис.м²), введення зросло на 4,4%, у сільській місцевості — на 30,7%. Майже дві третини збудованого житла — індивідуальне.
Зросло житлове будівництво у Болехівській (у 2,2 раза), Яремчанській (у 1,8 раза) та Коломийській (у 1,5 раза) міських радах і 7 районах, зокрема, у Богородчанському (у 3,7 раза), Тисменицькому (у 1,8 раза), Калуському та Тлумацькому (на 30,4%), Коломийському (на 24,8%), Долинському (на 35,6%), Надвірнянському (на 7,9%) та Долинському (на 5,3%).
Житло, в основному, будується із цегли. Переважає нове житлове будівництво та одно- і двоповерхова забудова. Серед збудованих квартир переважають три- та двохкімнатні. Середній розмір квартири становить 110 м², у сільській місцевості — 146 м².
Із об’єктів соціальної сфери збудовано та реконструйовано стоматологічні кабінети у містах Косові, Коломиї та Снятинському районі, медичний центр у смт. Заболотів Снятинського району, загальноосвітні школи у с.Витвиця Долинського та селах Нижній Вербіж і Спас (Коломийський район), дитячий садок у с.Коршів (Коломийський район), лікувально-оздоровчий центр та котеджі на туристичній базі ТК «Буковель», народний дім у с.Хриплин, станцію юних техніків у м.Івано-Франківську.
У 2008 році по міській раді введено в експлуатацію 1926 квартир загальною площею 152,0 тис.м² (за рахунок нового будівництва, реконструкції та розширення), з них у м. Івано-Франківську — 1878 квартир на 143,0 тис.м² (94,1%). Індивідуальними забудовниками введено 26,9 тис.м², з них у сільській місцевості — 9,0 тис.м² (33,5%). В загальнообласному показнику частка міської ради є найвищою і становить 29,4%. Порівняно з попереднім роком обсяги введеного житла по міській раді скоротилися на 12,7%, у тому числі в обласному центрі — на 11,7%, у сільській місцевості — на 25,3%. Однак, в розрахунку на 10 тис. осіб населення, введення житла по міській раді є одним із найбільших в Україні і становить 6418,5 кв.м.
Основна частка збудованого житла (82,3%) — багатоквартирні будинки.
Житло, в основному, будується із цегли. Переважає нове житлове будівництво та одно- і двоповерхова забудова. Серед збудованих квартир переважають дво- та трикімнатні (73,2% від загальної кількості). Середній розмір квартири становить 79 м², у сільській місцевості — 188 м² проти 110 м² та 146 м² — відповідно в області.
з об’єктів соціальної сфери збудовано народний дім у с. Хриплині та розширено станцію юних техніків.
За 2008 р. у будівництво житла спрямовано 1141 млн грн. капіталовкладень, що становило майже п’яту частину від загального обсягу інвестицій в основний капітал області. Проти попереднього року капіталовкладення у житлове будівництво зросли на 5,6%.
Основним джерелом фінансування виступали кошти населення на будівництво індивідуального житла (55,2%) та власних квартир (16,8%). Майже 9% обсягу інвестицій у житлове будівництво забезпечено власними коштами підприємств та організацій.
Зменшилась частка вкладень, освоєних за рахунок кредитів банків та інших позик, з 4,7% у 2007 р. до 3,5% у 2008р. Не набуло поширення іпотечне кредитування населення, зокрема, на будівництво власних квартир у 2008р. залучено 586 тис.грн., що склало менше 1% наданих кредитів та позик.
З державного бюджету на будівництво житла було асигновано 12,8 млн грн. (1,1% загального обсягу, проти 0,4% у попередньому році).
За рахунок капіталовкладень, виділених з місцевих бюджетів, освоєно 0,3% обсягу інвестицій в основний капітал на житлове будівництво (у 2007р. — 0,4%).
За 2008 рік галузевими управліннями міськвиконкому виконано робіт на будівництві об’єктів соціального призначення на суму 84413,4 тис.грн., що становить 128,8 % до 2007 року; профінансовано з усіх джерел 71684,3 тис.грн., в т.ч. з міського бюджету – 45963,2 тис.грн., питома вага видатків міського бюджету — 64,1%.
Виконано робіт на будівництві інженерних мереж в нових житлових мікрорайонах на суму 2702,4 тис.грн. (за рахунок коштів забудовників). Здано в експлуатацію зовнішні та внутрішньоквартальні мережі господарсько-побутової каналізації К-1 загальною довжиною 1,210 км та дощової каналізації К-2 загальною довжиною 2,005 км в межах вулиць Бельведерської-Пилипа Орлика–Короля Данила.
За рахунок бюджетних коштів здано в експлуатацію когенераційну установку на вул. Індустріальній, 34 електричною потужністю 1,4 МВт, тепловою потужністю 1,8 МВт; кабельні лінії ЛЕП-10 кВ довжиною 1,2 км електропостачання заводу з виробництва електрокабельної продукції та газопровід високого тиску довжиною 0,12 км на території Хриплинського промвузла. Введено в дію дитячі спортивні майданчики на вул. Стуса, Пулюя, О.Сорохтея, каплицю Святого Юрія Побідоносля в парку Воїнів-афганців. Здійснено добудову з розширенням ЗОШ №11 (актова зала і навчальні майстерні загальною площею 708 кв.м), розширення станції юних техніків на вул. В.Івасюка загальною площею 781 кв.м та ін.
За рахунок інших джерел фінансування введено в експлуатацію:
- завод з виробництва електрокабельної продукції (І етап будівництва, І черга),
- цех з виготовлення сухого яєчного порошку та інші виробничі цехи площею 11,5 тис.кв.м;
- автовокзал з торгово-громадським центром на вул. Залізничній площею 1236,4 кв.м,
- розважально-дозвіллєвий центр зі спортивно-оздоровчим комплексом (аквапарк) з приміщеннями громадського харчування та готельними номерами загальною площею 5354 м² та інші.

Від пайової участі забудовників у розвитку соціальної сфери міста в 2008 році надійшло у фонд соціально-економічного розвитку 3846,5 тис.грн. З врахуванням залишку коштів за 2007р. профінансовано 6993,8 тис.грн. Зокрема, на фінансування програми фінансово-кредитної підтримки молодих сімей та одиноких молодих громадян на будівництво (реконструкцію) житла – 2500 тис.грн., на капітальні видатки – 3360,1 тис.грн., а саме: 1400,0 тис.грн. — на придбання пожежної автодрабини АД-50 ; 521,4 — на капітальний ремонт приміщення Дозвільного центру та Реєстраційної палати; 190,0 тис.грн. — на ремонт бібліотечних приміщень №2, 3, 14; 261,8 тис.грн. — на заміну пічного опалення на індивідуальне в музичній школі №3; 231,4 тис.грн. — на реалізацію програми будівництва малих архітектурних форм; 173,8 тис.грн. — на комп’ютеризацію шкіл; 103,8 тис.грн. — на обладнання медичних кабінетів ДНЗ; 154,0 тис.грн. — на технологічне обладнання харчоблоків ДНЗ; 59,7тис.грн. — на реалізацію програми "Пандуси" та інші.
Із об’єктів соціальної сфери за рахунок коштів сільського бюджету збудовано народний дім у с. Хриплин, продовжується будівництво адмінприміщення угорницької сільської ради.
Продовжувалось фінансування програм молодіжного житлового будівництва та індивідуального будівництва на селі "Власний дім", з міського бюджету профінансовано відповідно 503,9 тис.грн. та 27,0 тис.грн.
Проводиться збір матеріалів для розробки схеми приміської зони та коригування генерального плану м. Івано-Франківська. Розпочато роботи з виготовлення топооснови міста М — 1:2000 та М — 1:5000.
2009
За 2009 рік галузевими управліннями міськвиконкому виконано робіт на будівництві об’єктів соціального призначення на суму 22361,9 тис.грн., що становить 56,5% до плану (26,5% до 2008 року); профінансовано з усіх джерел 31150,2 тис.грн., в т.ч. з міського бюджету — 27361,2 тис.грн., питома вага видатків міського бюджету — 87,8%. 
За рахунок залучення коштів забудовників (їх пайової участі у розвитку інженерних мереж) виконано робіт на будівництві інженерних мереж в нових житлових мікрорайонах на суму 1514,91 тис.грн.
За рахунок бюджетних коштів введено в експлуатацію трансформаторну підстанцію №1, спортивний зал ЗОШ №11 площею 709 кв.м, здійснено реконструкцію розпридільчої підстанції (РП-12) та влаштування кабельних ліній ЛЕП-10 кВ мікрорайону №4 (вул. Хіміків-Тролейбусна).
За рахунок інших джерел фінансування введено в експлуатацію підвищувальну водопровідну насосну станцію та розпридільчі мережі (вул. Курінного Чорноти), діагностичний центр площею 503 кв.м по вул. Г.Мазепи, 244 п.м захисної дамби на р.Бистриця Надвірнянська.
У фонд соціально-економічного розвитку міста в 2009 році надійшло 2059,6 тис.грн. З врахуванням залишку коштів за 2008р. профінансовано 2703,5 тис.грн. Зокрема, на фінансування програми фінансово-кредитної підтримки молодих сімей та одиноких молодих громадян на будівництво (реконструкцію) житла — 500 тис.грн., на капітальний ремонт приміщення Дозвільного центру та Реєстраційної палати — 1182,7 тис.грн., на Програму підтримки та розвитку центральної бібліотечної системи міста на 2009-2011рр. — 50,0 тис.грн., на Програму "Освіта" — 86,3 тис.грн., на реалізацію програми будівництва малих архітектурних форм — 150,6 тис.грн., на реалізацію програми "Пандуси" — 108,6 тис.грн., на придбання і встановлення турнікетів — 42,7 тис.грн. та інші. Здійснено будівництво дитячих спортивних та ігрових майданчиків на вул. Стуса, 11-13, Галицькій, 93, Чорновола, 134-136, Сахарова, 33, Тролейбусній, 17, Надвірнянській, 32. Значною подією було відкриття до 100-річчя з дня народження провідника ОУН пам’ятника визначному діячеві національно-визвольного руху Степану Бандері і Меморіального комплексу борцям за волю України на Європейській площі.
Протягом 2009 р. на території міської ради за рахунок нового будівництва, реконструкції та розширення введено в експлуатацію 194,0 тис.м² загальної площі житла. Понад 92% введеного житла — багатоквартирні будинки. Індивідуальними забудовниками введено 14,9 тис.м² загальної площі житла, у сільській місцевості — 38,6 тис.м² .
Частка міської ради в загальнообласному обсязі введеного житла є найбільшою і становить 51%. 
У порівнянні з 2008 роком по міській раді спостерігається збільшення обсягів введеного житла на 27,7%, в тому числі у сільській місцевості — у 4,3 рази. Однак, в індивідуальному житловому будівництві відбулося зменшення обсягів на 4,5%.
За 2009 р. підприємствами міської ради виконано будівельних робіт на суму 376,7 млн грн., що на 56,7% менше, ніж за 2008р. У загальнообласному обсязі робіт частка підприємств обласного центру склала 62,1%. Зниження обсягів проти 2008р. відбулося за всіма основними видами будівельної діяльності. 
Серед працюючих підприємств будівельної галузі понад 83,5% знизили обсяги робіт, при цьому 63% — наполовину і більше. Однак, спостерігається позитивна динаміка щодо відновлення діяльності підприємств. Так, якщо на початку року не працювало 23,9% будівельних підприємств, то вже до кінця 2009 р. кількість таких підприємств зменшилася до 8%.
Продовжувалось фінансування програм молодіжного житлового будівництва та індивідуального будівництва на селі "Власний дім", з міського бюджету профінансовано відповідно 670,0 тис.грн. та 10,0 тис.грн. 
Розпочато підготовку до коригування генерального плану міста. Виконуються роботи з виготовлення топографічної зйомки м.Івано-Франківська в М 1:2000. У наш час[коли?] виконано 30% від загального обсягу робіт по розробці нового генерального плану міста. Внесено в базу даних матеріали існуючих топогеодезичних матеріалів М 1:5000 та М 1:2000. Ведеться черговий план земельних ділянок, які передаються в оренду, приватну власність чи користування. Також виконаний комплекс робіт з підготовки матеріалів, збору вихідних даних для коректури генплану міста. Зокрема, розроблено низку проектних пропозицій із забудови окремих вулиць та мікрорайонів, розміщенню лікувально-профілактичних, дитячих, дошкільних закладів, спортивних та дитячих майданчиків. 
Визначені межі для розроблення проекту схеми положення міста Івано-Франківська в системі розселення.
|      | 2008   | 2009   |
| ---- | ------ | ------ |
| грн. | 1203,7 | 1022,8 |

Левова частка (майже 60%) житла будується в містах (Івано-Франківську, Коломиї, Калуші, Яремчі), в яких проживає менше 30% населення. В Івано-Франківську, Яремчі, Коломиї збудовано у 2006 р. на одного мешканця по 0,5-1,0 м², тоді, як у Верховинському, Долинському, Снятинському, Надвірнянському, Богородчанському районах — не досягли і половини рівня 1990 р. В цих районах за згаданий рік збудовано житла по 0,08 – 0,12 м². на мешканця. При таких темпах будівництва його можна оновити тільки за 175 — 300 років.
Сьогодні в європейських країнах загальна корисна площа житла на одну людину становить 30 м², а в США – близько 50 м². Це приблизно в 1,5 (порівняно з Європою) і в 2,5 рази(порівняно з США) більше ніж в Україні. При цьому на нове житлове будівництво в Україні витрачається приблизно 3,0% ВВП, тоді як у США – 5%.
Реальна вартість будівництва житла сьогодні не є такою високою. За даними 2006 року, Середня вартість 1 м² склала 1786 грн. в Україні, в Івано-Франківській області - 1382 грн. Якщо розглядати окремо вартість введеного в експлуатацію житла індивідуальними забудовниками, то 1 м². загальної площі склав 1098 грн. по\ Україні, в Івано-Франківській області — 1081 грн. Щодо вартості квадратного метра житла у великих багатоквартирних житлових будинках, то вона склала від 3488 грн. в м. Києві до 1423 грн. в Черкаській обл. 1 м². загальної площі досить часто продається на спекулятивному ринку в десятки разів дорожче реальної його вартості.
Основні чинники, що негативно впливають на розвиток галузі:
- недостатнє та неритмічне бюджетне фінансування будівництва об’єктів соціально-культурного призначення області;
- зниження обсягів виконання будівельно-монтажних робіт;
- зниження ділової активності інвесторів та забудовників через високі кредитні банківські ставки;
- значне здороження вартості будівельних матеріалів, паливно-енергетичних ресурсів, експлуатації та утримання будівельної техніки;
- зменшення обсягів виробництва будівельних матеріалів, попит на які знизився у зв’язку із скороченням обсягів будівельно-монтажних робіт.

У 2009 році, серед працюючих підприємств будівельної галузі понад 83,5% знизили обсяги робіт, при цьому 63% — наполовину і більше. Однак, спостерігається позитивна динаміка щодо відновлення діяльності підприємств. Так, якщо на початку 2009 року не працювало 23,9% будівельних підприємств, включених в статистичне спостереження, то вже на кінець 2009-го кількість таких підприємств зменшилася до 8%.
У порівнянні з 2008 роком по міській раді спостерігається збільшення обсягів введеного житла на 27,7%, в т. ч. у сільській місцевості — у 4,3 рази. Однак, в індивідуальному житловому будівництві відбулося зменшення обсягів на 4,5%. Так, протягом 2009 р. за рахунок нового будівництва, реконструкції та розширення введено в експлуатацію 194,0 тис.м² загальної площі житла. Понад 92% введеного житла — багатоквартирні будинки. Індивідуальними забудовниками введено 14,9 тис.м² загальної площі житла, у сільській місцевості — 38,6 тис.м² .

## Розділи без джерел

### Опис
Будівельними підприємствами міста забезпечуються значні обсяги робіт, переважно у житловому будівництві. За 2008 р. в експлуатацію введено 1926 квартир загальною площею 152 тис. м² , за І квартал 2009 р. — 830 квартир та близько 51,6 тис.м², що складає більше половини житла, збудованого в області.
Будівельна діяльність відіграє важливу роль у формуванні господарського комплексу Івано-Франківської області. Протягом останніх років спостерігалась висока активність в інвестуванні будівництва. Обсяги освоєних вкладень у 2008 р. зросли порівняно з попереднім роком майже в 2 рази, з 2005 р. — у 4,8 раза.
Починаючи з 2003 р. в області забезпечувалося щорічне нарощування обсягів будівництва, зокрема, житлового. За період з 2000 р. по 2008 р. обсяги збудованого житла зросли у 2,4 раза. За рахунок будівництва нових житлових будинків та розширення існуючого житлового фонду у 2008 р. введено в експлуатацію 517 тис.м² загальної площі. За показником обсягів введеного в експлуатацію житла у розрахунку на 1000 осіб постійного населення область протягом останніх років займала провідні місця серед регіонів України, зокрема, у 2008 р. — 4 місце.
Однією з перших будівельна галузь відчула на собі наслідки фінансово-економічної кризи — в області відбулося скорочення обсягів будівництва. За 2008 р. було виконано будівельних робіт на 7,9% менше рівня попереднього року (за I півріччя 2009 р. — на 57,2% менше). Кількість зайнятих на великих і середніх будівельних організаціях області упродовж 2008 р. зменшилась на 3,6% і становила 10,6 тис.осіб, або 4,3% загальної кількості штатних працівників в цілому в економіці. Розмір заробітної плати за минулий рік був майже на 20% нижчим середньообласного показника.
Будівельні організації області протягом останніх п’яти років працювали прибутково. Фінансовий результат від звичайної діяльності до оподаткування у 2008 р. склав 62,7 млн грн. прибутку, разом з тим проти 2007 р. позитивне сальдо зменшилося на 10,7%.
Потенціал будівельної галузі складають підприємства ВАТ «Агронафтогазтехсервіс», Прикарпатське управління бурових робіт ВАТ «Укрнафта», Управління механізації №22 ЗАТ фірма «Нафтогазбуд», ТОВ фірма «Екстім», ВАТ БМФ «Івано-Франківськбуд», ТОВ «Оксамит» та інші.

### Історія

#### Радянські забудови
В 1959 — Зростало житлове будівництво. Особливо активно проводилось воно при споруджені так званих «Станіславських Черьомушок» по вул. Московській (вул. Бельведерській). Якщо до цього часу у Станіславі не практикувалося настільки комплексне будівництво у відносно стислі терміни, то тепер на одному майданчику споруджувалося близько 300 квартир. 11 будинків, у тому числі 9 житлових мали скласти один цілком завершений архітектурний ансамбль.
1971 — Розроблено проект і наприкінці року почалося будівництво сучасного мосту через річку Бистрицю-Надвірнянську.
1980 — У грудні відбулося урочисте відкриття найбільшого в області залізобетонного шляхопроводу через залізницю на вул. Радянській (вул. Незалежності).
мкрн-Позітрон
мкрн-Пасічна (біля радіозаводу)

#### Іноземні будинки
У 1980-х роках на західній Україні будувалися газопроводи «Союз» та «Уренгой—Помари—Ужгород». У проекті активно брали участь спеціалісти з інших Європейських країн Варшавського пакту, в тому числі Німеччини, Чехословаччини, Угорщини. Як наслідок, вони зводили свої будинки, для працівників Укртрансгазу та Інтергазу (у 1996 році ліквідований). На початку 80-х років починається масове будівництво будинків за іноземним планом і їхніми спеціалістами.
В Івано-Франківську, німці залишили після себе 4 двора, Обласну клінічну лікарню, готель та озеро у цьому ж мікрорайоні. Чехословаки — 1 двір, навчальний заклад (зараз називається 1 міська гімназія), та головну будівлю Прикарпаттрансгазу. Угорці — 4 двора та дитячий садок.
Також у дворі кожного будинку зводилися дитячі майданчики, лавочки, клумби. Це перші будинки в місті у яких чи то на першому поверсі чи у підвалі почали розміщувати гаражі. Перші у яких встановлювали склопакети та можливість відкидання вікон, на вхідних дверях були електронні замки, та біля вхідних дверей дзвінки у кожну квартиру, для того, щоб господар виглянув у вікно (перші варіанти домофонів). Чехи уже встановлювали домофони і це теж у 80-х роках.
У місті Богородчани (18 км від Франківська) розташовані газокомпресорні станції та одне із найбільших в Європі підземне сховище газу, тому у цьому містечку житлові райони зводили теж словаки, німці та поляки, поляки також збудували міську богородчанську лікарню.

#### Всесвітня фінансова криза 2008-2010
Водночас будівельна галузь Івано-Франківщини, як і України в цілому, відчула на собі негативні наслідки фінансово-економічної кризи. За 2009р. допущено значне відставання від рівня попереднього року обсягів виконаних будівельних робіт на 59,6, введеного житла на 26,3%, спостерігалося погіршення фінансового стану підприємств.

### Сучасність

#### Видобуток будівельних матеріалів
У Хотимире на Тлумаччині в 2010 році почали освоювати гіпсові родовища. В найближчому майбутньому, біля родовища побудують завод з переробки гіпсу на гіпсові суміші і гіпсокартон. За попередними даними сировини достатньо на 60 років роботи при приблизному видобутку 35 000 тон гіпсу. На першому етапі родовище будуть освоювати на площі в 2,2 га.
| № | Тип    | Назва підприємства | Контактна інформація | Продукція                                                                                                  | Роки економічної активності | Найвича кількість працівників |
| - | ------ | ------------------ | -------------------- | --- | --------------------------- | ----------------------------- |
| 1 | Кар’єр | «Спецкар’єр»       | вул. Петрушевича, 1  | камінь бутовий, камінь н/габаритний, висівка, мінеральний порошок, борошно вапнякове і доломітове, щебінь, |                             |                               |

#### Виробництво будівельних матеріалів
| № | Тип                  | Назва підприємства                                                                          | Контактна інформація             | Продукція | Роки економічної активності | Найвича кількість працівників         |  |
| - | -------------------- | ------------------------------------------------------------------------------------------- | -------------------------------- | --- | --------------------------- | ------------------------------------- |  |
| 1 | Цегляний завод       | ВАТ “Будівельні матеріали”                                                                  | вул. Гетьмана Мазепи, 166        | цегла |                             |                                       |  |
| 2 |                      | ВАТ «Залізобетон»                                                                           | вул.Височана, 34                 | збірний залізобетон, блоки стін підвалів, товарний бетон, розчин, столярні вироби |                             |                                       |  |
| 3 |                      | ДП „Спецзалізобетон” ВАТ „Івано-Франківськцемент”                                           | с. Ямниця                        | Плити залізобетонні, підвіконня |                             |                                       |  |
| 4 | Бетонний завод       | ДП «Завод якісних бетонів» ТОВ                                                              | вул. С.Петлюри, 10               | бетонні суміші високої якості, які доставляються бетоновозами на відстані до 150 км блоки пінобетонні, щебінь, пісок. На заводі діє атестована випробувальна лабораторія | серпень 2007 -              |                                       |  |
| 5 |                      | ТзОВ КП «Стандарт-ІФ»                                                                       | вул. Українських Декабристів, 45 | розчини бетонні та вапняні, бетони товарні, блоки пінобетонні, блоки гіпсові, цегла облицювальна сухопресована, блоки шлакобетонні, плитка тротуарна і фасадна |                             |                                       |  |
| 6 | Бетонний завод       | Філія Будівельної Компанії «КОМФОРТБУД» ТзОВ «БК«КОМФОРТБУД-2» Виробничі бази «Бетон Груп»™ | вул. Автоливмашівська, 5в        | Бетони та розчини (виробництвом товарних бетонів клас В7,5 – В30, спецбетонів: водонепроникного, морозостійкого, фібробетону; виробництвом цементно-вапняних розчинів.), які доставляються бетоновозами; Залізобетонні вироби (блоки фундаментні, перемички залізобетонні). Наявна атестована лабораторія. | травень 2005 -              |                                       |  |
| 7 | столярні конструкції | ПП “Лев”                                                                                    | вул.Джохара Дудаєва, 24а         | жалюзі, металопластикові двері і вікна та інше |                             |                                       |  |
| 8 | столярні конструкції | «Екстім»                                                                                    | вул. Січових Стрільців, 23       | виробництво сертифікованих вікон, дверей та конструкцій з металопластику, алюмінію та дерева | 1998 -                      | 500, міжрегіональна, багато-профільна |  |

#### Будівельні компанії Івано-Франківська
| № | Тип | Назва підприємства                                             | Контактна інформація       | Продукція | Роки економічної активності | Найвича кількість працівників         |
| - | --- | -------------------------------------------------------------- | -------------------------- | --- | --------------------------- | ------------------------------------- |
| 1 | БК  | Філія Будівельної Компанії «КОМФОРТБУД» ТзОВ «БК«КОМФОРТБУД-2» | вул. Крайківського, 1б     | будівництво та реконструкція (втч багато-поверхове); інтер'єрні роботи                                                        |                             | міжрегіональна                        |
| 2 | БК  | «Енергобуд»                                                    | вул. Гетьмана Мазепи, 179  | Зведення конструкцій; Монтаж мереж; Загальнобудівельні роботи; Спеціальні будівельні роботи; Опоряджувальні роботи (інтер'єр) | 2003 -                      | 132, міжрегіональна                   |
| 3 | БК  | «Екстім»                                                       | вул. Січових Стрільців, 23 | Зведення споруд житлово-офісного призначення;                                                                                 | 2003 -                      | 500, міжрегіональна, багато-профільна |

ЗАТ "Прикарпатспецбуд"
ЗАТ "Прикарпатжитлобуд"
ВАТ "Житлобуд"
ПП "Скол"

#### Архітектурні компанії
Товариство з обмеженою відповідальністю "Ательє Архітектури плюс"

#### Правові та Нормативні положення
- Положення „Про будівництво, реконструкцію, переобладнання об’єктів житлово-цивільного і промислового призначення в місті Івано-Франківську”
- Закон України „Про архітектурну діяльність”
- Закон України „Про планування і забудову територій”
- Постанова Кабінету Міністрів України від 20.05.2009р. № 489 „Про затвердження Порядку надання вихідних даних для проектування об’єктів містобудування”

#### Контролюючі органи
- Головне управління регіонального розвитку і будівництва ОДА
- Головне управління промисловості та розвитку інфраструктури ОДА
- Управління житлово-комунального господарства ОДА
- Управління містобудування та архітектури ОДА
- Управління архітектури і містобудування
- Комісія з питань будівництва, архітектури, земельних відносин, охорони навколишнього середовища та сприяння розвитку сіл